# Asteroides que creuen l'òrbita de Júpiter
Els asteroides que creuen l'òrbita de Júpiter són un grup d'asteroides del sistema solar l'òrbita del qual travessa la del planeta Júpiter. Per tant, només es consideren com a asteroides que creuen l'òrbita de Júpiter pròpiament dits aquells asteroides que tenen un afeli més gran que aquest i un periheli més petit.

## Llista d'asteroides

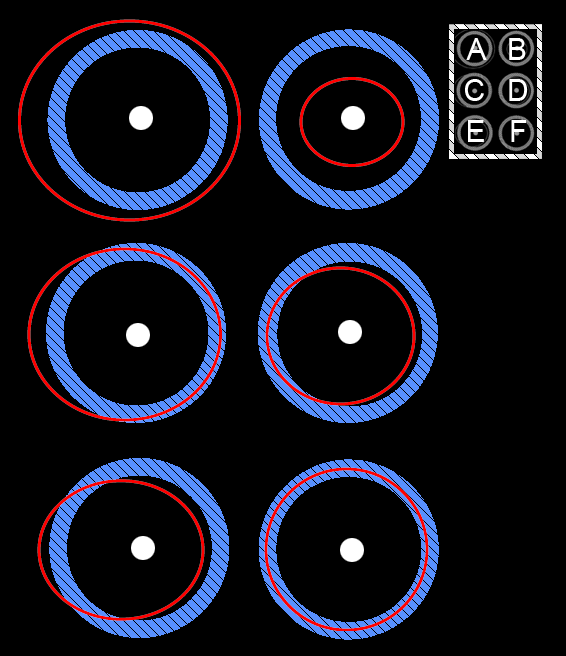
El gràfic mostra les diferents possibilitats de configuració orbital d'un asteroide (òrbita vermella) respecte d'un planeta (orbitant dins de la franja blava, delimitada pel periheli i el afeli)
A, B: l'òrbita de l'asteroide és externa (o interna) respecte a la del planeta.
C, D: l'òrbita de l'asteroide es manté a prop externament (o internament) de la del planeta.
I: l'òrbita de l'asteroide interseca amb la del planeta.
F: asteroide i planeta són coorbitals

A continuació, es llisten alguns dels asteroides que s'han identificat com a asteroides que creuen l'òrbita de Júpiter. La llista exclou els asteroides classificats com a troians de Júpiter.
- (944) Hidalgo †
- (1941) Wild
- (2483) Guinevere
- (2959) Scholl
- (3552) Don Quijote †
- (4446) Carolyn
- (5164) Mullo †
- (5335) Damocles †
- (5370) Taranis †
- (6144) Kondojiro †
- (8373) Stephengould
- (8550) Hesiodos
- (9767) Midsomer Norton
- (10608) Mameta
- (12307) 1991 UA
- (12896) Geoffroy
- (14569) 1998 QB32
- (15231) Ehdita
- (15376) Martak
- (15504) 1999 RG33 †
- (15783) 1993 PZ2
- (17212) 2000 AV183
- (18916) 2000 OG44 †
- (20086) 1994 LW
- (20461) Dioretsa †
- (20630) 1999 TJ90
- (20898) Fountainhills †
- (21804) Vaclavneumann
- (22070) 2000 AN106
- (26166) 1995 QN3
- (26929) 1997 CE18
- (30512) 2001 HO8
- (32460) 2000 SY92
- (32511) 2001 NX17 †
- (37117) Narcissus †
- (37578) 1990 RY2
- (37590) 1991 RA14
- (38292) 1999 RA77
- (38709) 2000 QO90
- (39266) 2001 AT2
- (45739) 2000 HR25
- (47907) 2000 GT71
- (51284) 2000 KE9
- (51838) 2001 OC61
- (52007) 2002 EQ47
- (52016) 2002 NO18
- (52068) 2002 QX40
- (61042) 2000 KB61
- (65374) 2002 PP55
- (65389) 2002 RF12
- (65407) 2002 RP120 †
- (67368) 2000 LH33
- (69566) 1998 BX
- (73418) 2002 LK36
- (73457) 2002 NZ43
- (73769) 1994 PN12
- (78133) 2002 NQ13
- (78470) 2002 RM45
- (78809) 2003 OR22
- (79724) 1998 SC125
- (84011) Jean-Claude

Nota : † creuador intern.